# Isle-et-Bardais
Isle-et-Bardais é uma comuna francesa na região administrativa de Auvérnia-Ródano-Alpes, no departamento Allier. Estende-se por uma área de 44,38 km². Em 2010 a comuna tinha 284 habitantes (densidade: 6,4 hab./km²).